# Andamanträdskata
Andamanträdskata (Dendrocitta bayleii) är en fåtalig fågel i familjen kråkfåglar som enbart förekommer i indiska ögruppen Andamanerna.

## Utseende
Andamanträdskatan är med en kroppslängd på 32 cm i särklas minst i släktet, liksom övriga trädskator med lång och kraftigt avsmalnad stjärt, där dock de centrala stjärtpennorna breder ut sig något mot spetsen. Den är svart på ansikte på strupe, grå i nacken och på strupen och rostfärgad på resten av undersidan. Även övergumpen är rostfärgad och stjärten helsvart.

## Utbredning och systematik
Fågeln förekommer endast i täta skogar i den indiska ögruppen Andamanerna öster om Bengaliska viken. Den behandlas som monotypisk, det vill säga att den inte delas in i några underarter.

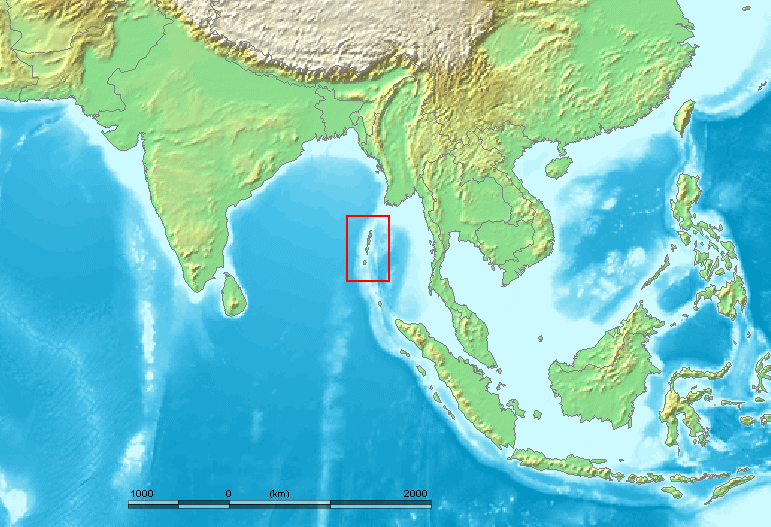
Fågeln är endemisk för Andamanöarna öster om Bengaliska viken.

## Status och hot
Andamanträdskatan tros ha en mycket liten världspopulation bestående av under 1.000 häckande individe. Den antas också minska i antal till följd av habitatförlust. Sedan 2017 anser internationella naturvårdsunionen IUCN att den är utrotningshotad och placerar den i hotkategorin sårbar.

## Namn
Fågelns vetenskapliga artnamn bayleii hedrar Edward Clive Bayley (1821-1894), brittisk statsman och arkeolog verksam i Indien 1842-1878. Även stavningsvarianterna bazlei, bayleyi, baileyi or baileii förekommer i litteraturen, men bayleii är det korrekta.